# ملنژان
شهر ملنژان  در بخش بدان، ارگو  در ایالت ارگو در کشور سوئیس  واقع شده‌است که  ۴٬۳۰۰  نفر  جمعیت دارد.